# 春日神社 (北九州市)
春日神社（かすがじんじゃ）は福岡県北九州市八幡西区黒崎地区にある神社で、春日宮や黒田神社とも称される。
『日本三代実録』に記載される「筑前国鳥野神」に充てられる国史見在社の論社。毎年7月に春日宮へ奉納する黒崎祇園山笠は北九州の風物詩として有名。

## 祭神
春日四神（武甕槌命、経津主命、天児屋根命、比売神）の他、福岡藩祖である黒田如水、および初代藩主・黒田長政（黒崎大明神）と黒田二十四騎を併せて祀る。

## 歴史
古くは鳥野神社と称し、『日本三代実録』の貞観15年（873年）に神位の等級を進められた「鳥野神」に充てられている。中世は領主・麻生氏の崇敬篤く、近世に至り黒田氏が筑前へ入国すると黒崎宿・藤田の鎮守神として栄えた。後に藩祖・黒田如水および初代藩主・黒田長政を祀り、併せて黒田家家中で勲功のあった24人の武将を顕彰。江戸時代を通じて「黒田大明神」または長政の神号、「黒崎大明神」を称した。明治に至り春日宮と再称。同5年（1872年）村社、昭和12年（1937年）、県社に列した。

## 祭事
- 祇園大祭（黒崎祇園山笠）：7月21日 - 23日
- 秋季大祭（例大祭）：10月15日

## 交通
- JR黒崎駅から徒歩10分